# Ejido Estación Terrazas y Minas del Cobre
Ejido Estación Terrazas y Minas del Cobre är en ort i Mexiko.   Den ligger i kommunen Chihuahua och delstaten Chihuahua, i den nordvästra delen av landet, 1 300 km nordväst om huvudstaden Mexico City. Ejido Estación Terrazas y Minas del Cobre ligger 1 584 meter över havet och antalet invånare är 331.
Terrängen runt Ejido Estación Terrazas y Minas del Cobre är huvudsakligen platt, men åt nordost är den kuperad. Runt Ejido Estación Terrazas y Minas del Cobre är det ganska tätbefolkat, med 93 invånare per kvadratkilometer. Närmaste större samhälle är San Isidro, 8,9 km söder om Ejido Estación Terrazas y Minas del Cobre. Omgivningarna runt Ejido Estación Terrazas y Minas del Cobre är i huvudsak ett öppet busklandskap.